# Eleonora de Cisneros
Eleonora de Cisneros, właśc. Eleanor Broadfoot (ur. 1 listopada 1878 w Nowym Jorku, zm. 3 lutego 1934 tamże) – amerykańska śpiewaczka, mezzosopran.

## Życiorys
Uczyła się śpiewu u Francesco Fanciullego i Adeline Murio-Celli w Nowym Jorku oraz u Jana Reszkego i Angelo Trabadello w Paryżu. Z polecenia Reszkego otrzymała angaż do nowojorskiej Metropolitan Opera, gdzie w sezonie 1899/1900 śpiewała partie Rossweisse w Walkirii i Amneris w Aidzie. W kolejnych latach występowała w Teatro Regio w Turynie (1902), Covent Garden Theatre w Londynie (1904), La Scali w Mediolanie (1909), ponownie w Metropolitan Opera (1907–1909) oraz w operze w Chicago (1910). W 1911 roku występowała w Australii z zespołem operowym Nellie Melby. W sezonie 1915–1916 występowała w operze w Hawanie.
Występowała w operach Richarda Wagnera i Giuseppe Verdiego, kompozytorów francuskich i włoskich werystów. Do jej popisowych ról należały Amneris w Aidzie, Brunhilda w Pierścieniu Nibelunga, Ortruda w Lohengrinie, Wenus w Tannhäuserze, Klitemnestra w Elektrze, Santuzza w Rycerskości wieśniaczej, Laura w Giocondzie.